# Аліса у Великій лізі
«Аліса у Великій лізі» (англ. Alice in the Big League) — американський анімаційний короткометражний  фільм із серії «Комедії Аліси», що вийшов 22 серпня 1927 року.

## Синопсис
Аліса грає в бейсбол в ролі арбітра.

## Головні персонажі
- Аліса

## Інформаційні дані
- Аніматори[2]:
  - Аб Айверкс
  - Роллін Гамільтон[en]
  - Г'ю Гарман[en]
  - Фріз Фрілінг
  - Бен Клоптон[en]
  - Норм Блекберн
- Оператори[2]:
  - Рудольф Ізінг[en]
  - Майк Маркус
- Живі актори[2]:
  - Лоїс Гардвік
- Тип анімації: об'єднання реальної дії та стандартної анімації
- Виробничий код: ACL-44[3]